# Zilda Pereira
Zilda Pereira (Itu, estado de São Paulo, siglo XIX - siglo XX) fue una pintora y música brasileña, que fue alumna del pintor, escritor y aventurero francés Émile Rouéde, siendo destacada en la escena artística e intelectual de las ciudades brasileñas de Santos y Piracicaba.

## Trayectoria
Pereira nació en Itu, Brasil. En sus obras empleaba la pintura al óleo y versaban principalmente sobre temáticas de bandeirantes, los expedicionarios del siglo XVI que se adentraban en el continente americano partiendo de São Paulo y también sobre monzones, un tipo de expediciones fluviales. El arte de Pereira facilitó una construcción iconográfica en Brasil que marcó el periodo comprendido entre finales del siglo XIX y las tres primeras décadas del siglo XX. Pereira destacó en el panorama artístico e intelectual de la época en las ciudades de Santos y Piracicaba.
En la década de 1940, el director del Museo Paulista, Afonso de Taunay, encargó a Pereira y al también pintor Silvio Alves, la realización de varios cuadros sobre viajantes o temáticas del monzón a partir de las imágenes del inventor y fotógrafo franco-brasileño Hércules Florence, a las que les confirieron un aspecto bucólico y paisajístico con predominio de la cuestión mítica de la monçoeira, y no un aire heroico o aventurero, como hicieran otros artistas como el pintor José Ferraz de Almeida Júnior, Pereira da Silva o Zimmermann. Varias de las obras de Pereira se encuentran expuestas en el Museo Paulista de la ciudad de São Paulo, entre las que se encuentran Pirapora de Curuçá, Desencalhe da Canoa, de 1826 y Pouso de Monção à Margem do Tietê, en las que la pintora representó con detalle obras del citado Hércules Florence.